# Fibra muscolare tipo 2a
Le fibre muscolari di tipo IIa, dette anche intermedie, glicolitiche ossidative rapide (dall'inglese fast oxidative glycolitic, FOG), a contrazione rapida fatica-resistenti (dall'inglese fast twitch fatigue-resistant, FR), rappresentano una delle tre principali tipologie di fibre muscolari che compongono il muscolo scheletrico, detto anche striato o volontario, assieme alle fibre rosse (o di tipo I) e quelle bianche (di tipo IIb).

## Descrizione
Le fibre di tipo IIa o intermedie assumono delle caratteristiche intermedie tra le fibre di tipo I (rosse) e quelle di tipo IIb (bianche). Sono caratterizzate, come le fibre I, da una colorazione rossa, riescono ad idrolizzare ATP rapidamente come le fibre IIb, tramite un'abbondante presenza dell'enzima miosina ATP-asi, e sono dotate di una capacità ossidativa maggiore rispetto alle IIb. Hanno quindi una buona capacità aerobica e anaerobica grazie all'alto contenuto sia di enzimi glicolitici sia di quelli ossidativi. Le fibre di tipo IIa riescono ad adattarsi agli stimoli allenanti.
Esse sono in grado di eseguire rapide contrazioni, meno rapide delle bianche, ma che possono essere sostenute per un tempo maggiore prima di incontrare l'affaticamento ed hanno una maggiore capacità di recupero.

## Caratteristiche

### Fisiologiche
- Motoneurone: grande (fasico)
- Dimensioni unità motoria: grande
- Frequenza di reclutamento (stimolazione delle unità neuromotorie): media
- Velocità di contrazione: rapida
- Velocità di rilassamento: rapida
- Resistenza alla fatica: media
- Potenza: alta

### Strutturali
- Colore: rosso
- Diametro: grande
- Reticolo sarcoplasmatico: abbondante
- Miofibrille: ridotte
- Linea Z: spessa
- Densità capillare: media
- Presenza di mitocondri: media

### Biochimiche
- Metabolismo prevalente (produzione ATP): anaerobico glicolitico (Glicolisi); aerobico ossidativo (Fosforilazione ossidativa)
- Sistema energetico prevalente: anaerobico lattacido; aerobico
- Substrati energetici: glucidi (glucosio/glicogeno) per l'anaerobico lattacido; glucidi/lipidi (acidi grassi/trigliceridi) per l'aerobico
- Contenuto di mioglobina: medio
- Enzimi glicolitici: elevati (PFK, LDH, fosforilasi, glicerolo-fosfato deidrogenasi)
- Enzimi ossidativi: ridotti (SDH, NADH-TR)
- Enzimi miosina ATP-asi: elevati
- Contenuto di glicogeno: alto
- Contenuto di trigliceridi: medio
- Contenuto di fosfocreatina: alto
- Trasporto di calcio: alto

## Altri tipi di fibre
- Fibra muscolare rossa (o di tipo I)
- Fibra muscolare bianca (o di tipo IIb)